# Äventyr (album)
Äventyr är ett musikalbum av a cappela-gruppen Viba Femba och är från 1999.

## Låtlista
1. "Under palmer och blad" (Henrik Ekman) – 2:55
2. "Kalas" (Henrik Ekman) – 3:16
  - Solo: Peter Boivie
3. "Finns det lite stolthet kvar (finns det också hopp om bättring)" (Pugh Rogefeldt) – 3:18
  - Solo: Gunnar Axelson-Fisk
4. "Bland uteliggare och innevandrare" (Staffan Lindberg) – 5:39
  - Solo: Staffan Lindberg
5. "Vargtimme" (Peter Boivie) – 1:11
6. "Ja, de e lika bra å streaka" (Text: Gunnar Axelson-Fisk, Henrik Ekman – musik: Henrik Ekman) – 4:17
  - Solo: Henrik Ekman
7. "Jag är det fulaste som finns" (Text: Barbro Lindgren – musik: Jojje Wadenius) – 2:49
  - Solo: Staffan Lindberg
8. "Bredvid" (Henrik Ekman) – 4:38
  - Solo: Henrik Ekman
9. "Älskar du mig än" (Musik: Chaka Khan, Bruce Hornsby – svensk text: Henrik Ekman) – 3:38
  - Solo: Erik Lindman
10. "Fröken Höger" (Text: Thore Skogman, Staffan Lindberg – musik: Thore Skogman) – 3:52
  - Solo: Peter Boivie
11. "Jag gillar äventyr" (Text: Henrik Ekman – musik: Martin Igelström, Henrik Ekman) – 3:06
  - Rappare: Peter Boivie, Henrik Ekman, Gunnar Axelson-Fisk
12. "W.a.o." (Erik Lindman) – 3:05
  - Solo: Erik Lindman
13. "Lyrisk sång" (Musik: Vladimir Vysotskij – svensk text: Carsten Palmaer, Ola Palmaer) – 3:14
  - Solo: Gunnar Axelson-Fisk
  - Röst: Erik Lindman

- Arrangemang:
- Henrik Ekman (3, 6, 9)
- Staffan Lindberg (7, 10)
- Gunnar Axelsson-Fisk, Staffan Lindberg & Erik Lindman (13)

## Medverkande
- Viba Femba:
  - Erik Lindman
  - Gunnar Axelson-Fisk
  - Henrik Ekman
  - Peter Boivie
  - Staffan Lindberg — kontrabas (13)
  - Martin Igelström
- Fredric Österlund — slagverk (1-4, 6, 8)
- Peter Rousu - banjo (10)